# Margaret Burbidge
Margaret Burbidge (Davenport, Inglaterra, 12 de agosto de 1919-San Francisco, Estados Unidos, 5 de abril de 2020), nacida Eleanor Margaret Peachey, fue una astrónoma, astrofísica y profesora de universidad británica, ganadora del Premio Mundial de Ciencias Albert Einstein y una de las pioneras de la astronomía moderna.

## Trayectoria
Margaret Burbidge nació en la localidad británica de Davenport el 12 de agosto de 1919. En 1939, se graduó en astronomía, física y matemáticas en la University College de Londres, donde fue la primera de su clase. En 1943, se doctoró en la Universidad de Londres con una tesis de doctorado sobre el estudio espectroscópico de estrellas Be.
En 1948, se casó con Geoffrey Burbidge, profesor de física británico-estadounidense de la Universidad de California en San Diego que optó por la astronomía por influencia de su mujer.
A finales de esa década, Margaret Burbidge solicitó una beca en el Instituto Carnegie para hacer investigaciones en el Observatorio del Monte Wilson, en Pasadena, California, que le fue denegada por ser mujer. Finalmente, solo pudo acceder a los telescopios del Monte Wilson como asistente de su marido, que se convirtió en 1955 en investigador del Observatorio del Monte Wilson. Margaret aceptó un puesto en el Instituto de Tecnología de California.
Burbidge trabajó además en el Observatorio del Harvard College, en el Observatorio Yerkes, en la Universidad de Chicago, en Williams Bay (Wisconsin), y en el Observatorio McDonald, en Fort Davis, Texas, ahora perteneciente a la Universidad de Texas en Austin.

### Aportaciones científicas
A lo largo de su carrera, Burbigde llegó a publicar como autora casi cuatrocientos artículos científicos. En 1957, Burbidge fue una de las autoras del trabajo científico Síntesis de los elementos en las estrellas, artículo publicado en la revista Reviews of Modern Physics que sentó las bases para comprender la formación de todos los elementos del Universo. Los otros autores fueron Geoffrey Burbidge, el astrónomo británico Fred Hoyle (conocido por crear, de manera despectiva, el nombre de Big Bang) y el físico estadounidense William Alfred Fowler, ganador del Premio Nobel de Física en 1983. Además de esta explicación de la nucleosíntesis estelar, Burbigde realizó aportaciones a la investigación sobre cuásares y también en el campo de las galaxias, junto a su esposo, a la astrónoma estadounidense Vera Rubin y el astrónomo Kevin H. Prendergast.
A principios de los años 60, se unió a la Universidad de California San Diego, donde colaboró en el desarrollo del espectrómetro que acabó formando parte del telescopio espacial Hubble. Junto a su equipo, y con ayuda de ese instrumento, Burbidge descubrió que la galaxia del Cigarro tenía un agujero negro supermasivo en el centro.

### Nombramientos
Entre 1950 y 1951, fue directora interina del observatorio de la Universidad de Londres. En 1962, comenzó a trabajar en la Universidad de California en San Diego, donde se convirtió en la primera directora del Centro para la Astrofísica y Ciencias del Espacio. Entre 1972 y 1973, fue directora del Real Observatorio de Greenwich, aunque por ello nunca llegó a ser nombrada Astrónoma Real, nombramiento que solía ser automático desde la fundación del observatorio en el siglo XVII. Entre 1976 y 1978, fue presidenta de la Sociedad Astronómica Estadounidense, y fue la primera mujer en ocupar ese puesto. Entre 1982 y 1983, fue presidenta de la Asociación Estadounidense para el Avance de la Ciencia.
Fue profesora emérita de la Universidad de California en San Diego tras su jubilación en 1988, periodo en el que siguió ejerciendo como investigadora. Falleció el 5 de abril del 2020, a los 100 años en la localidad estadounidense de San Francisco.

## Reconocimientos
En 1964, fue nominada al Premio Nobel de Física por el científico Harold Clayton Urey. A principios de la década de 1970, recibió el Premio Annie Jump Cannon, otorgado por la Sociedad Astronómica Estadounidense a mujeres astrónomas, reconocimiento que rechazó por considerarlo una forma de discriminación.
En 1977, Burbidge se convirtió en la primera mujer en conseguir un premio Jansky, concedido por el National Radio Astronomical Observatory, y que reconocía sus contribuciones al campo de la radioastronomía. En 1984, logró el Premio Henry Norris Russell entregado por la American Astronomical Society, siendo la segunda mujer en obtener este galardón.
En 1985 recibió la Medalla Nacional de Ciencia (Estados Unidos) otorgada por el presidente Ronald Reagan. En 1988 ganó el Premio Mundial de Ciencias Albert Einstein del Consejo Cultural Mundial. Ese mismo año, recibió la Medalla Bruce, otorgada por la Sociedad Astronómica del Pacífico por sus sobresalientes contribuciones a la astronomía, siendo la primera mujer en conseguir ese reconocimiento.
En 2003 fue incluida en el Women's Museum of California Hall of Fame. En 2005, la Real Sociedad Astronómica le concedió la Medalla de Oro, junto a la también astrónoma británica Carole Jordan. El Asteroide (5490) Burbidge lleva su nombre en su honor.
En 2018, el departamento de ciencias físicas de la Universidad de California en San Diego creó el programa de cátedra de profesor visitante Margaret Burbidge en su honor, junto a la Fundación Heising-Simons para atraer a su centro a físicas destacadas, tanto nacionales como internacionales, como mentoras e investigadoras.